# Crvena tetivika
Crvena tetivika (oštra tetivika, bodljikavi slak, lat. Smilax aspera) je vrsta višegodišnje penjuće kritosjemenjače iz porodice Smilacaceae.

## Opis
Tetivika je višegodišnja, zimzelena biljka. Penjuća stabljika je izrazito savitljiva i nježna, te na sebi ima vrlo oštre bodlje. Najčešće naraste od 1 do 4 metra duljine. Listovi su pak dugi 8-10 centimetara, naizmjenično poredani, te poprilično tvrdi i kožasti. Srcolikog su oblika, a rubovi su im nazubljeni i trnoviti, a trnovito je i srednje rebro u njegovoj unutrašnjosti.
Vrlo mirisni cvjetovi su dosta maleni, boja im je najčešće žućkasta ili zelenkasta, te su okupljeni u grozdolike cvatove. Razdoblje cvjetanja traje od rujna do studenoga. Plodovi su loptaste bobice, također okupljene u grozdove. U početku su crvene boje, ali s vremenom postaju crni. Promjera su -10 milimetara, te sadrže tri sićušne, okrugle sjemenke. Dok su čovjeku neukusne, nejestive, ove bobice su izvor ishrane mnogim vrstama ptica. 

## Jestivost
Izdanci ove biljke često se kuhaju i priređuju kao šparoge, kojima su po dosta gorkom okusu slični.

## Sastav
- oko 64,1 g vode,
- oko 9,92 g,ugljikohidrata,
- oko 18,8 g vlakana te
- 3.5 g bjelančevina i
- oko 0,95 g masti.

Makroelementi:
- kalija oko 180 mg,
- kalcija oko 353 mg,
- magnezija 61,2 mg,
- željeza 1,66 mg te
- mangana 551 mg i
- cinka oko 2130 mg.

Od vitamina sadrže alfa tokoferola oko 29.1 mg, te beta tokoferola oko 4,5 mg.

## Rasprostranjenost i stanište
Ova biljka penjačica rasprostranjena je na području Meksika, srednje Afrike (Demokratska Republika Kongo, Kenija, Etiopija), mediteranske Europe (Albanija, Bosna i Hercegovina, Crna Gora, Hrvatska, Slovenija, Grčka, Italija, Francuska, Portugal i Španjolska), umjerene (Cipar, Izrael, Jordan, Libanon, Sirija i Turska), i tropske Azije (Indija, Butan, Nepal). Nastanjuje šumovita područja na visini 0-1200 metara iznad mora.